# Pierce-Arrow

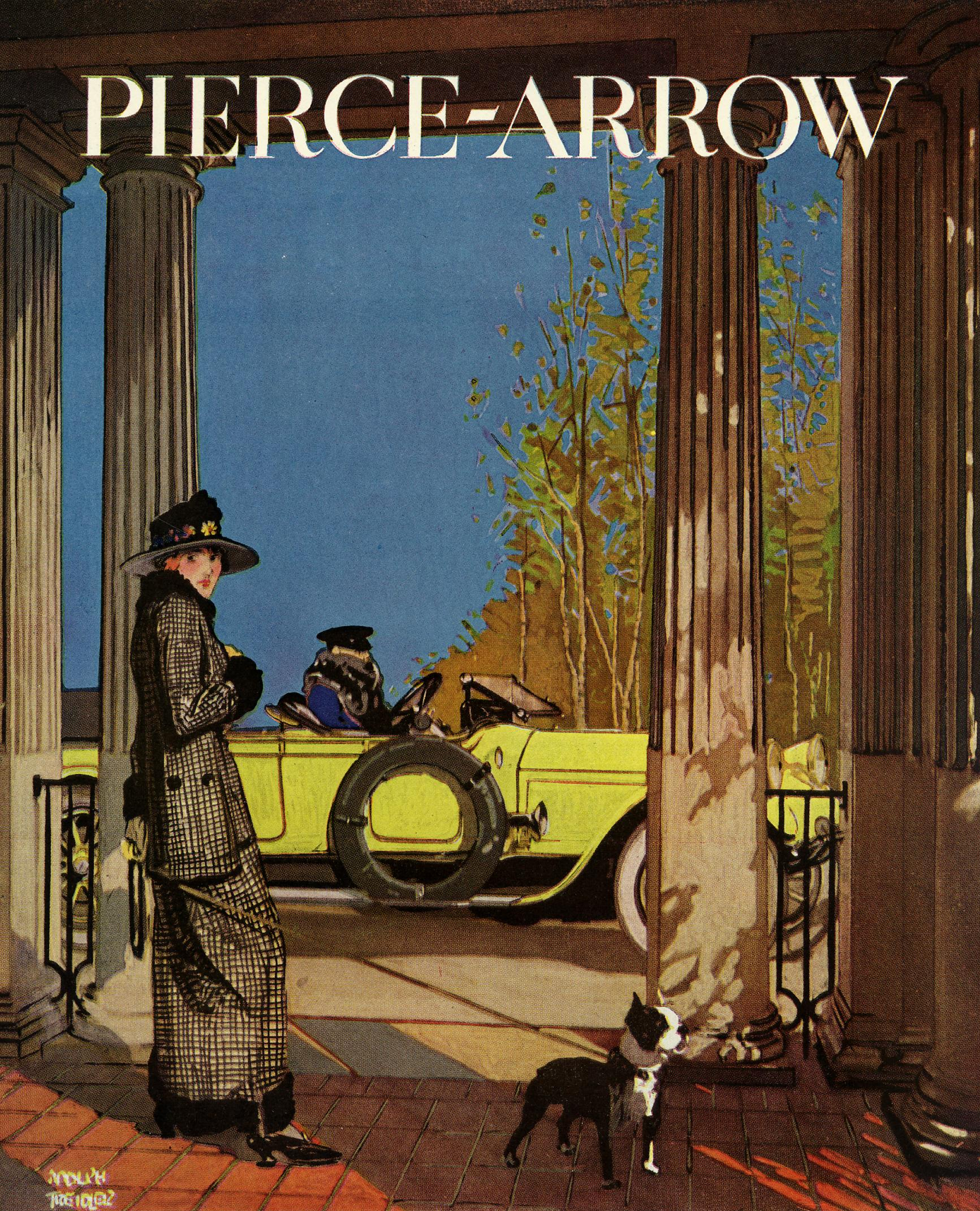
Reklamní plakát firmy

Pierce-Arrow byla americká firma vyrábějící osobní a nákladní automobily se sídlem v Buffalu ve státě New York. Existovala od roku 1901 až do roku 1938.
V roce 1912 vyrobila největší sériově vyráběný motor, který byl kdy montován do automobilů: model označený 66 HP (66 CV) s objemem 13 514 cm³.

## Galerie

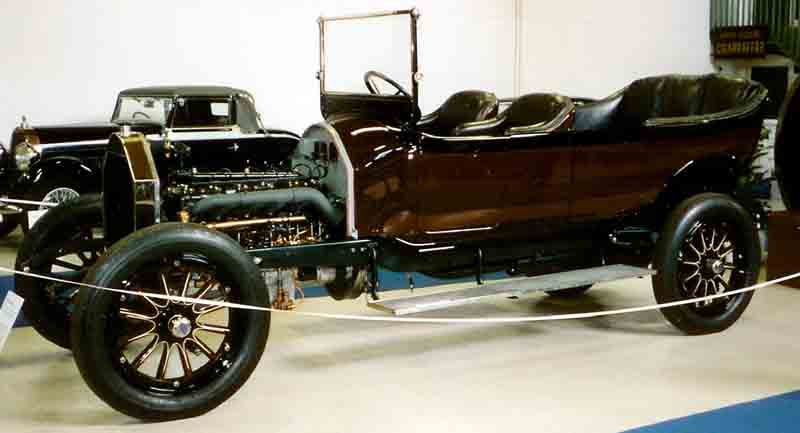
Pierce-Arrow Model 48-B (1919)
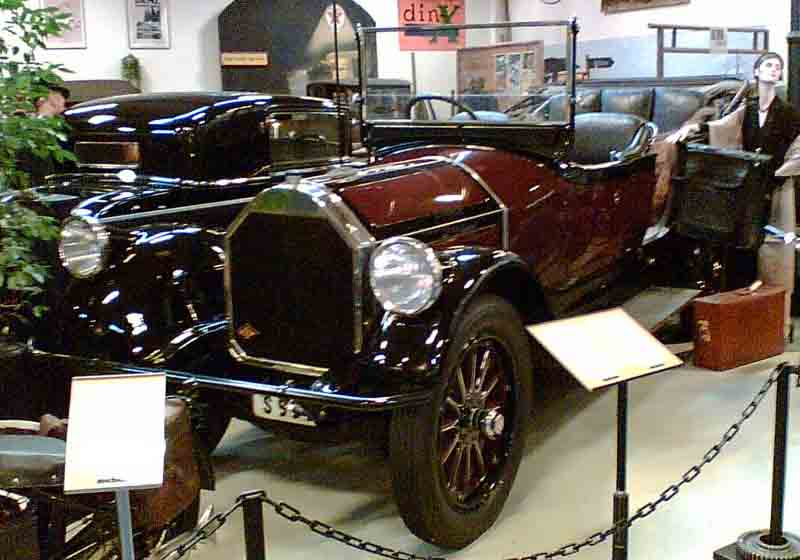
Pierce-Arrow Model 48-B (1919)
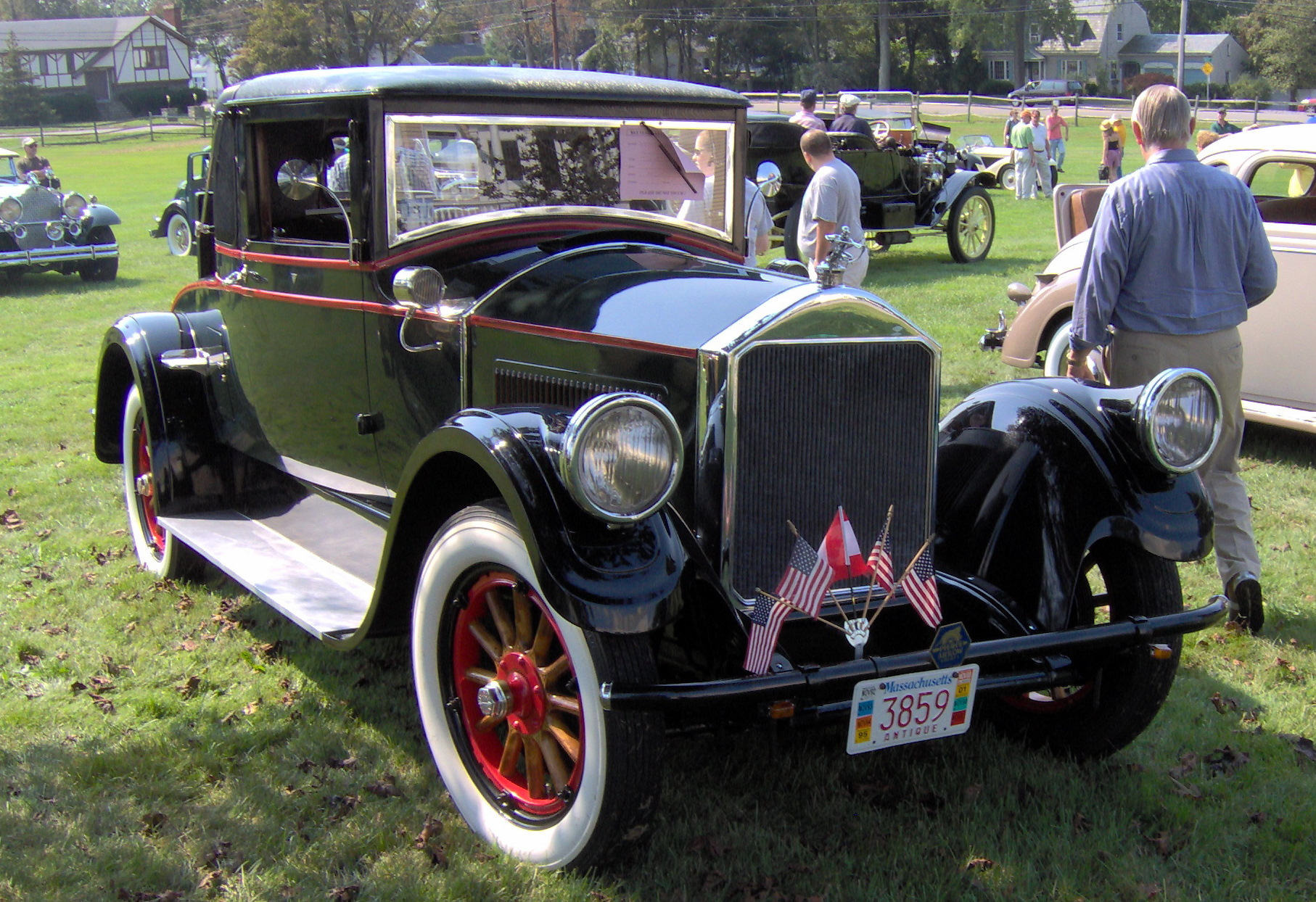
Pierce-Arrow Model 33 (1922)
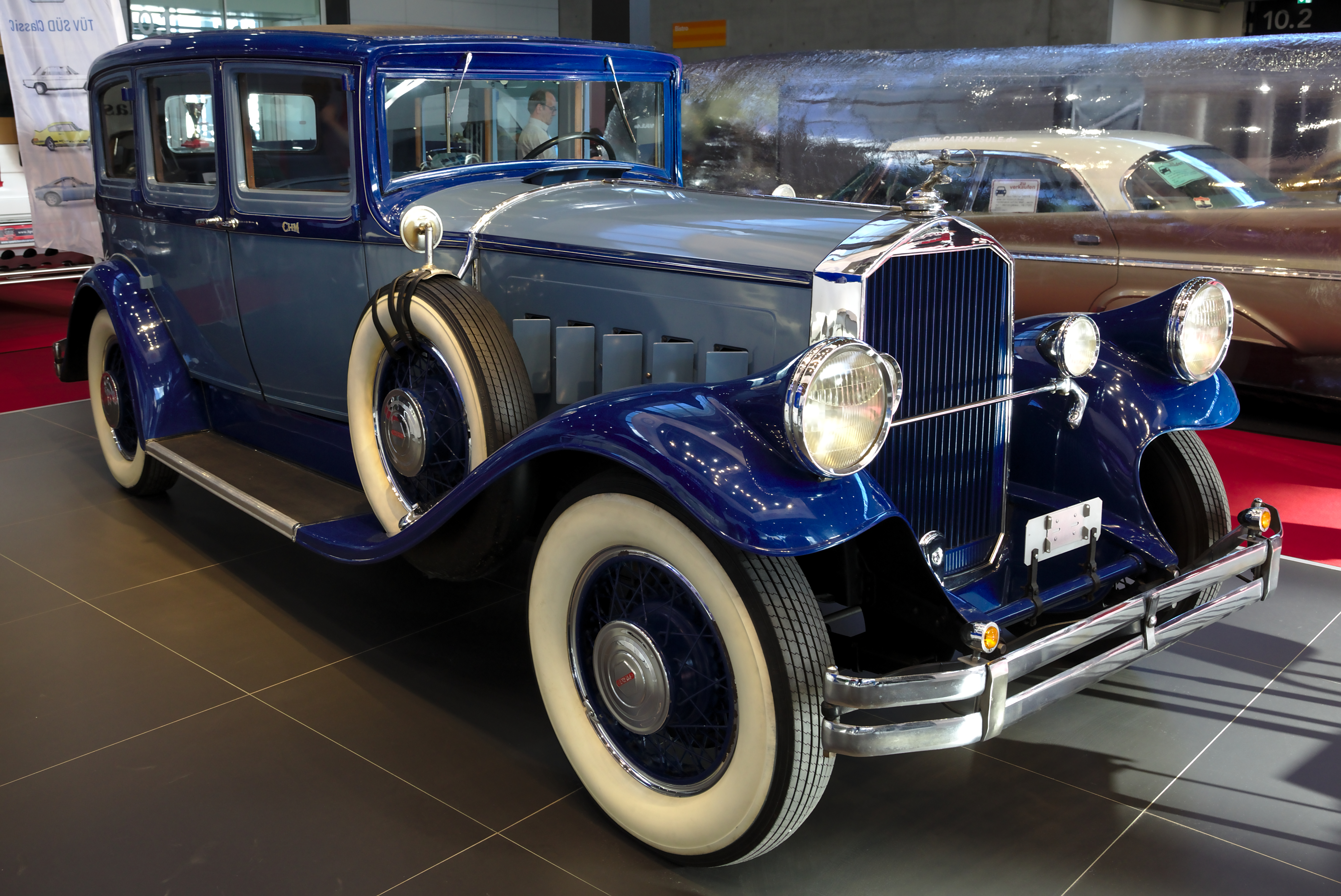
Pierce-Arrow Model B (1930)
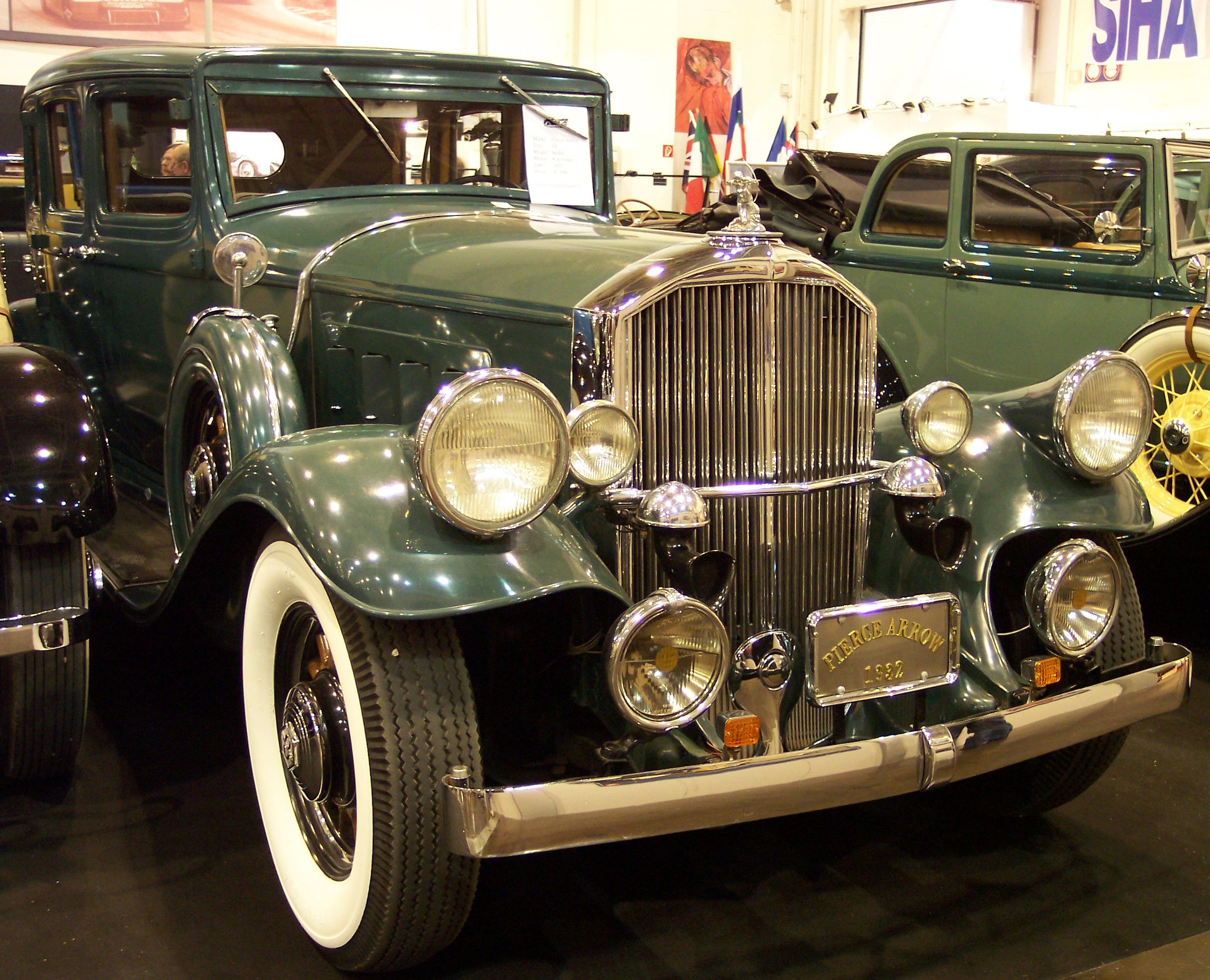
Pierce-Arrow (1932)